# Трудолюбовское сельское поселение (Рязанская область)
Трудолю́бовское се́льское поселе́ние — муниципальное образование в Сасовском районе Рязанской области России.

## История
Образовано в результате муниципальной реформы 2006 г. в результате объединения существовавших ранее на данной территории двух сельских округов — Верхне-Никольского (центр Верхне-Никольское) и Поляки-Майдановского (центр Трудолюбовка) — с возложением административного управления на деревню Трудолюбовку.

## Население
| 2010 | 2012 | 2013 | 2014 | 2015 | 2016 | 2017 |
| ---- | ---- | ---- | ---- | ---- | ---- | ---- |
| 479  | ↘470 | ↘464 | ↗475 | ↗480 | ↘475 | ↘458 |
| 2018 | 2019 | 2020 | 2021 |      |      |      |
| ↘443 | ↘412 | ↗414 | ↗686 |      |      |      |

## Административное устройство
Образование и административное устройство сельского поселения определяются законом Рязанской области от 07.10.2004 № 96-ОЗ.
Границы сельского поселения определяются законом Рязанской области от 08.12.2008 № 189-ОЗ.

## Состав сельского поселения
| №  | Населённый пункт   | Тип населённого пункта          | Население |
| -- | ------------------ | ------------------------------- | --------- |
| 1  | Архапка            | деревня                         | ↘0        |
| 2  | Верхне-Никольское  | деревня                         | ↘75       |
| 3  | Воскресенка        | деревня                         | ↘0        |
| 4  | Восход             | деревня                         | ↘0        |
| 5  | Ивановские Выселки | деревня                         | ↘0        |
| 6  | Красный Яр         | посёлок                         | ↘9        |
| 7  | Кузьминка          | деревня                         | ↘6        |
| 8  | Николаевка         | деревня                         | ↘0        |
| 9  | Новые Выселки      | деревня                         | ↘8        |
| 10 | Поляки-Майданы     | село                            | →33       |
| 11 | Таировка           | деревня                         | ↘78       |
| 12 | Трудолюбовка       | деревня, административный центр | ↘167      |
| 13 | Шевали-Майданы     | село                            | ↗103      |